# San Jacinto (Masbate)
San Jacinto es un municipio filipino de cuarta clase, perteneciente a la provincia de Masbate, en la región de Bicolandia.

## Geografía
El municipio se encuentra en la isla de Ticao.

## Historia
Hacia mediados del siglo XIX, el lugar tenía contabilizada una población de 2051 habitantes, repartidos en 342 casas. Aparece descrito en el segundo volumen del Diccionario geográfico, estadístico, histórico de las Islas Filipinas (1851) de Manuel Buzeta Núñez y Felipe Bravo con las siguientes palabras:

JACINTO (San): pueblo con cura y gobernadorcillo, en la isla de Ticao, comandancia político-militar titulada de Masbate y Ticao, dióc. de Nueva-Cáceres; sit. en los 127° 22' 54" long., 12° 27' 36" lat., en la costa oriental de la isla, terreno llano, junto al puerto de su nombre, ventilado, y clima templado y saludable. Tiene como unas 342 casas, en general de sencilla construccion, distinguiéndose la parroquial y la de justicia, donde se encuentra la cárcel. Hay escuela de primeras letras dotada de los fondos de comunidad, y es muy concurrida de alumnos de ambos sexos; la igl. parr. es de mediana fábrica y está bajo la advocacion de San Jacinto denominante del pueblo, la sirve un cura secular. Próximo á esta se halla el cementerio en buena situacion. El correo se recibe de Masbate en dias indeterminados. El term. se estiende por toda la isla, siendo por tanto sus confines marítimos en todas direcciones. El uperto que tiene el mismo nombre del pueblo es bastante capaz y abrigado, pudiendo fondear en él embarcaciones de alto porte, de modo que antiguamente era el punto de escala de los buques, que viniendo de Nueva España, no podian cruzar el estrecho de San Bernardino por temor á los vendavales y corrientes, que en ciertas estaciones reinan en dicho estrecho: en el dia este puerto es menos frecuentado en razon á que ahora las embarcaciones atraviesan el estrecho en todas las épocas del año, aunque algunas veces no sin un riesgo eminente. El terreno en general es montuoso; tiene arbolado de todas clases, caza mayor y menor, miel y cera: en la parte reducida á cultivo se cosecha arroz, maiz, trigo, cacao, caña dulce, algodon, abacá, cocos, mangas y toda clase de legumbres y frutas. ind.: se halla reducida al beneficio de sus prod. naturales y agrícolas, á la estraccion del oro por medio del lavado de las arenas, á la caza y á la pesca, que es el ramo mas notable. Las mugeres se ocupan en la elaboracion de varias telas de algodon y abacá.com.: consiste en la esportacion del sobrante de sus productos naturales, agrícolas y fabriles, siendo uno de los principales la cera, que se lleva al mercado de Manila, donde compran sus hab. todos aquellos art. que faltan en el pueblo para hacer frente á sus necesidades. pobl. 2,051 alm.: se halla exento este pueblo y todos los de esta comandancia del pago de trib.
(Buzeta y Bravo, 1851, pp. 113-114)

En 2020, tenía censados 29 686 habitantes.